# 吴东民
吴东民（1956年—），男，海南万宁人，中国书法家，中国书法家协会副主席，海南省文学艺术界联合会副主席，海南省书法家协会主席。